# Åke Senning

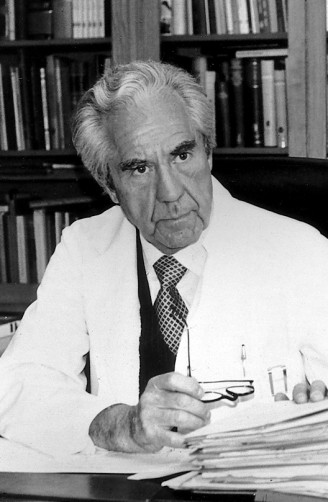
Åke Senning in Zürich

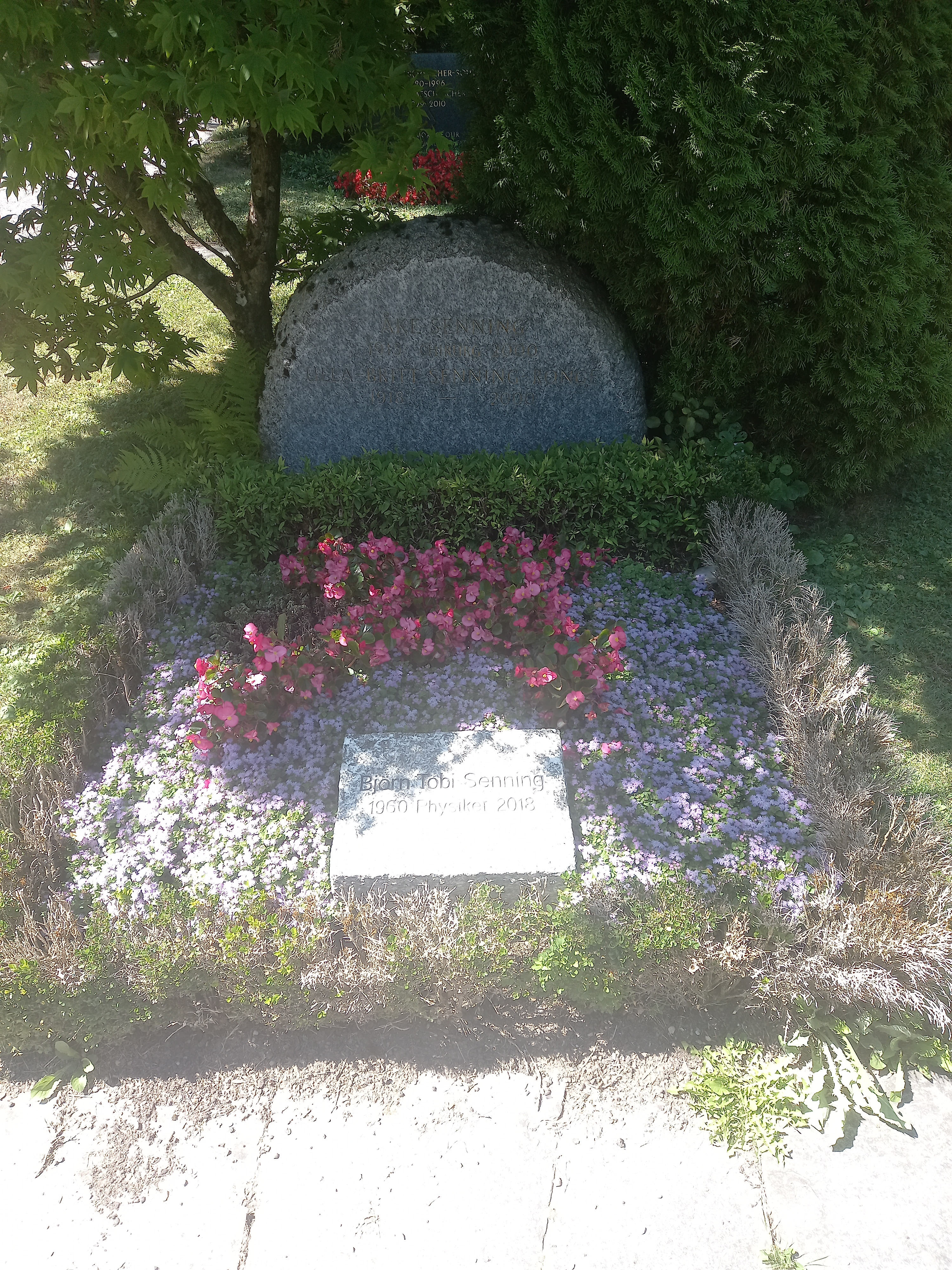
Das Grab von Åke Senning und seiner Ehefrau Ulla-Britt Ronge auf dem Friedhof Fluntern in Zürich

Åke Senning (* 14. Dezember 1915 in Rättvik, Schweden; † 21. Juli 2000 in Zürich, Schweiz) war ein schwedischer Herzchirurg, der von 1961 bis zur Emeritierung 1985 am Universitätsspital Zürich wirkte. Senning pflanzte als Erster einem Menschen einen Herzschrittmacher ein.

## Leben
Åke Senning wurde als Sohn des schwedischen Tierarztes David Senning und der Krankenschwester Elly Senning, geborene Säfström, geboren. Er schloss seine Schulzeit in Uppsala mit dem Abitur ab. Eigentlich wollte er Ingenieur werden. Als Krankenschwester im Ersten Weltkrieg überredete seine Mutter ihn jedoch zum Medizinstudium. In der Folge absolvierte er den vorklinischen Abschnitt des Studiums in Uppsala, den klinischen Teil und sein Staatsexamen in Stockholm 1948. Seine anschließende Weiterbildung in Stockholm umfasste die Allgemeine Chirurgie, die Orthopädie sowie die Thorax- und die Neurochirurgie.

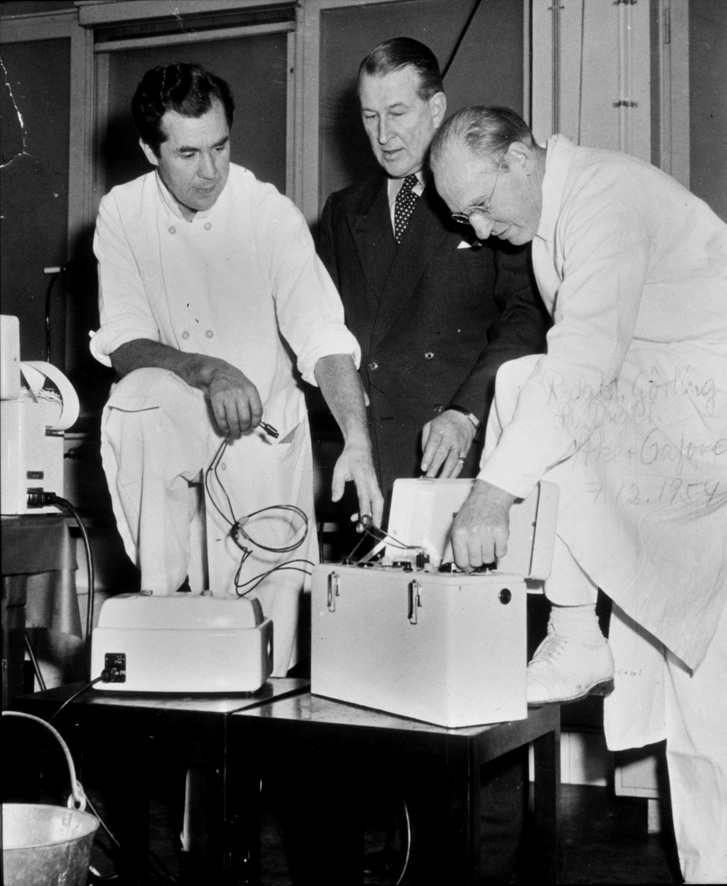
Senning, Elmqvist und Crafoord mit einem äußeren Herzschrittmacher, Stockholm 1958

Clarence Crafoord führte ihn 1948 in das Gebiet der Herzchirurgie ein. Der Einfluss dieses bedeutenden Chirurgen, der die Thorax- und Herzchirurgie maßgeblich prägte, hat die Liebe Sennings zur Herzchirurgie entfacht und ist damit für die Arbeitsrichtung seines ganzen Lebens mitbestimmend geworden. Åke Senning hat dies seinem akademischen Lehrer stets gedankt und ihn in hohen Ehren gehalten. Mit seiner Arbeit über elektrisch induziertes Kammerflimmern zur Verhinderung von Luftembolien in der Herzchirurgie reduzierte er maßgeblich das Komplikationsrisiko in der Herzchirurgie. Hiermit wurde Senning 1952 Privatdozent für Experimentelle Thorax- und Herzchirurgie in Stockholm und 1956 zum Extraordinarius für Chirurgie ernannt. 1957 wurde er zum Oberarzt der Abteilung für Thoraxchirurgie am Karolinischen Universitätskrankenhaus (Karolinska Sjukhuset) gewählt. Im Jahr 1958 verwendete Senning den ersten, von ihm implantierten Herzschrittmacher zur Behandlung des totalen AV-Blocks. 1961 folgte er dem Ruf auf den Lehrstuhl für Chirurgie an der Universität Zürich und wurde so Nachfolger von Theodor Billroth, Rudolf U. Krönlein, Ferdinand Sauerbruch, und Alfred Brunner.
Als direkter Nachfolger von Alfred Brunner nahm er am 16. April 1961 als Direktor der Chirurgischen Universitätsklinik A in Zürich – mit über 120 Betten und 18 Intensivbetten – seine Tätigkeit auf, wo er bis zu seiner Emeritierung ein Vierteljahrhundert später am 15. April 1985 mit hohem Einsatz und Energie wirkte. In den ersten neun Monaten seiner Amtszeit wurden 108 Herzoperationen durchgeführt, zwei Jahre später 264 und im letzten Amtsjahr 937. Zur Rekonstruktion des Taschenklappenapparats der Aorta hatte Senning autologe Faszienstreifen verwendet. Die ersten Ergebnisse dieser Fascia-Lata-Plastik publizierte er 1964. Im Jahr 1969 führte er die ersten zwei Herztransplantationen in der Schweiz aus. Am Anfang seiner Zürcher Zeiten lag die Letalität der an der Herz-Lungen-Maschine operierten Patienten bei über 50 Prozent und die Altersgrenze für eine solche Operation war das 35. Lebensjahr. Zehn Jahre später (1979) lag die Letalität unter einem Prozent, und als Altersgrenze galt nicht mehr das kalendarische, sondern das biologische Alter der Patienten.
Nach seinem Rücktritt lebte er weiterhin in Zürich. Zusammen mit einigen seiner früheren Mitarbeiter war er maßgeblich am Aufbau des Zürcher Hirslanden-Herzzentrums beteiligt. Weltweit assistierte er berufene Chirurgen und leitete sie zu seinen in der Zwischenzeit als klassisch eingestuften Herzoperationen an. Den Golfschläger gebrauchte er, um seine Hände geschmeidig zu halten, denn ruhig zu sitzen hatte er nie gelernt. Mit einer ungewöhnlichen Vitalität überstand er mehrere Operationen, die er sich unterziehen musste. Charakteristisch für ihn war es z. B., dass er nach einem schweren Skiunfall mit gebrochenem Knie bereits am folgenden Tag mit eingegipstem Bein wieder operierte.
Im Laufe seiner Karriere veröffentlichte er 350 Artikel u. a. in den Bereichen Medizintechnik, Thorax-, Herz- und Gefäßchirurgie, allgemeine Chirurgie, Nieren- und Herztransplantation, Behandlung von vertebralen Tumoren und Nierenarterienstenose.
Er fand auf dem Friedhof Fluntern in Zürich seine letzte Ruhestätte.

## Leistungen

### Herz-Lungen-Maschine

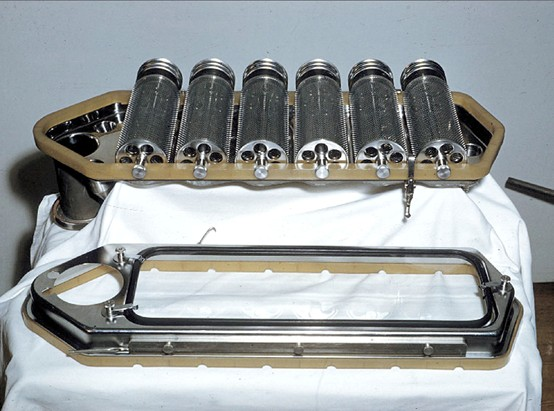
Roller-Oxygenator nach Åke Senning

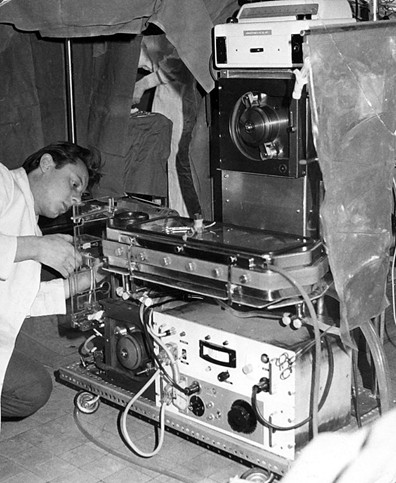
Weiterentwicklung der Herz-Lungen-Maschine von Crafoord/Senning 1951

Es war Clarence Crafoord, der ihn in ein fensterloses Kellerzimmer im Universitätsspital des Karolinska-Universitätskrankenhauses in Stockholm setzte und ihm den Auftrag gab, eine Herz-Lungenmaschine zu entwickeln, was ihm in relativ kurzer Zeit gelang. Diese Leistung Sennings zeigt, dass die äußeren Arbeitsbedingungen nie allgemeine Voraussetzungen für den Erfolg einer Arbeit bilden. Oft ist – wie hier – das Gegenteil der Fall: äußere Beschränkung führt zur Konzentration nach innen. So entstanden die erste Herz-Lungenmaschine mit dem Roller-Oxygenator und die dazu gehörende Hypothermie.

### Roller Oxygenator
Sennings persönliche Beiträge zur Entwicklung der Herz-, Gefäß- und Thorax-Chirurgie beginnen bereits im Jahr 1949 mit der Entwicklung eines Roller Roller-Oxygenator, der 1951 tierexperimentell erfolgreich war und 1953 bei der zweiten Operation der Welt am Menschen und ersten in Europa mit Erfolg angewendet wurde.
Operation am offenen Herzen am Menschen
Gemeinsam mit Clarence Crafoord gelang ihm 1953 die erste in Europa erfolgreiche Operation am offenen Herzen am Menschen unter Einsatz der Herz-Lungenmaschine.

### Implantierbarer Herz-Schrittmacher
Zusammen mit dem Elektroingenieur Rune Elmqvist entwickelte Åke Senning 1958 den ersten implantierbaren Herzschrittmacher, bestehend aus zwei von außen aufladbaren NiCd-Zellen und einem Blockingoszillator (Impulsamplitude 2,5 V, Dauer 2 ms, Frequenz 70 Hz) mit zwei Germaniumtransistoren. Die Komponenten des ersten Geräts wurden in einer Schuhcremebüchse platziert und diese mit Epoxydharz ausgegossen.

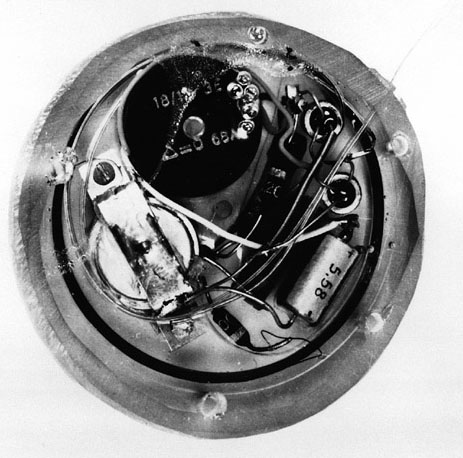
Original des ersten implantierbaren Herzschrittmacher
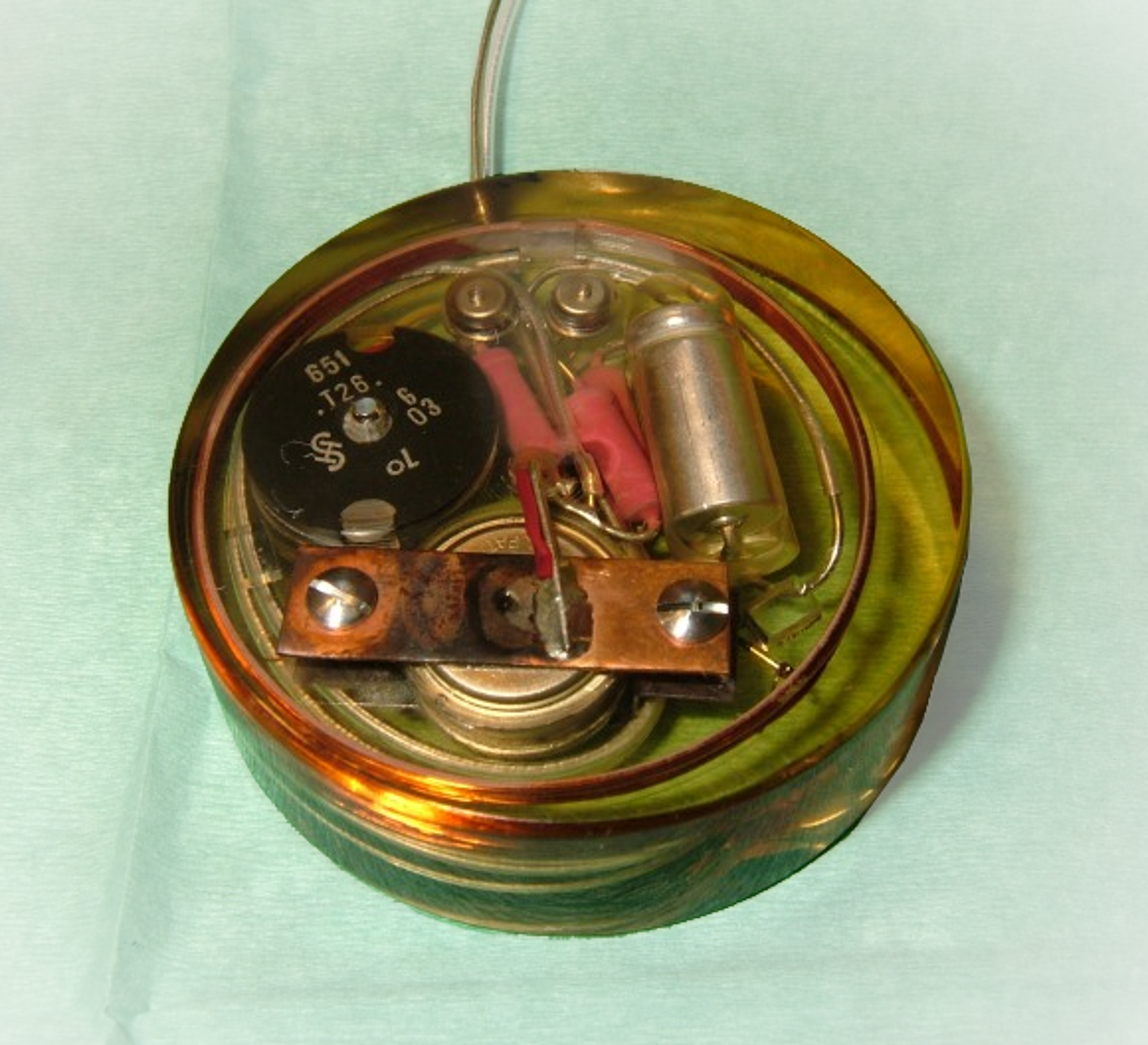
Kopie des ersten Herzschrittmachers, 1958-10-08
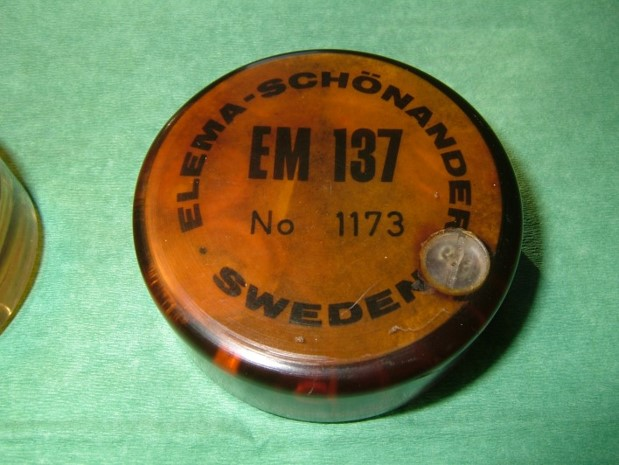
Erster kommerzieller Herzschrittmacher (Elema-Schönander), 1960/61
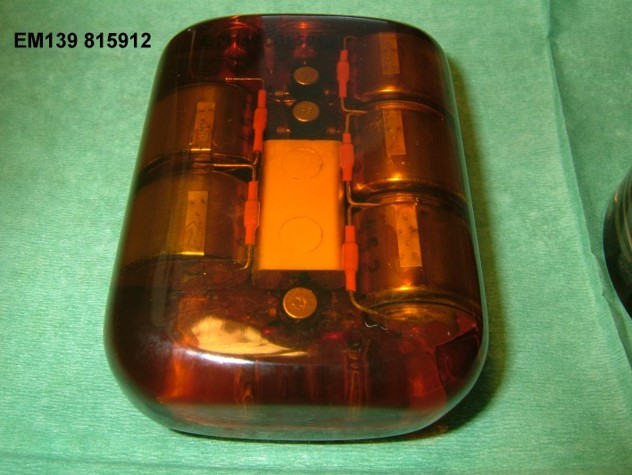
Kommerzieller Herzschrittmacher (Elema-Schönander), 1965/66

Als Senning am 8. Oktober 1958 diesen ersten implantierbaren Herzschrittmacher dem 43-jährigen Patienten Arne Larsson implantierte und diese Erfindung anschließend weiterentwickelte, wurde er verschiedentlich aufgefordert, seine Forschungsergebnisse patentieren zu lassen. Senning stand jedoch jedem medizinischen Patent mit der Begründung negativ gegenüber, dass hierdurch wertvolle Zeit verloren gehe und die leidenden Menschen erst viel später von seiner Idee profitieren würden. Wiederholt sagt er: »Medizinische Entdeckungen gehören den Patienten und nicht dem Erfinder. Wenn wir es nicht erfunden hätten, hätte es morgen jemand anderer getan«. Hätte er auch nur einige wenige Franken an jedem Schrittmacher verdient, so wäre ihm die ewige Suche nach Forschungsgeldern erspart geblieben. Diese angeborene spontane Weisheit zeugt von der ungewöhnlichen Ehrfurcht Sennings vor dem kranken Menschen. Für ihn waren Freiheit der Forschung und Ethik des Forschenden unerlässliche Forderungen für die medizinische Forschung.
Arne Larsson, der erste Schrittmacher-Patient, überlebte seinen Operateur, nachdem er in den vergangenen, fast 43 Jahren, 26 Schrittmacher wegen Batterie-Erschöpfung austauschen musste. Er starb ein Jahr nach dem Tod Sennings an einem metastasierenden Melanom.

### Transposition der großen Gefäße
Die sog. Transposition der großen Gefäße ist eine angeborene Fehlbildung, bei der die Aorta mit dem rechten und die Lungenarterie mit dem linken Ventrikel des Herzens verbunden ist. Wenn keine anderen Missbildungen vorliegen, wie ein offenes Vorhofseptum-Defekt oder ein offener ductus arteriosus Botalli sterben die Kinder kurz nach ihrer Geburt. In Sennings Nachbarhaus in Schweden starb ein Kind an einer Transposition der großen Gefäße. Angeregt durch diesen traurigen Fall kritzelte Senning die ganze Nacht Zeichnungen aufs Papier, die nur er lesen konnte. Mit seinem enormen dreidimensionalen Vorstellungsvermögen entstand in dieser Nacht die Senning’sche Operationsmethode zur Korrektur der Transposition der großen Gefäße, die Geschichte als die Senning-Operation machen sollte. Die geniale technische Ausführung hätte auch einem anderen einfallen können, doch war viel wichtiger die Erkenntnis Sennings, dass auch die rechte Herzkammer einen systemischen Druck erzeugen kann. Neben dem Heilen zahlreicher Kinder mit Transposition der großen Gefäße ebnete dieser Gedanke auch den Weg für viele andere Herzoperationen.

### Elektrisch induziertes Kammerflimmern
Bereits 1951 vervollständigte er die Technik des extrakorporalen Kreislaufs und benutzte während des Herzstillstands das elektrisch induzierte Kammerflimmern zur Verhinderung von Luftembolien und die Hypothermie zur Reduzierung des Sauerstoffverbrauchs. Als man ihn Jahrzehnte später fragte, was die wichtigste seiner Erfindungen sei, antwortete er: Das elektrisch induzierte Kammerflimmern zur Verhinderung von Luftembolien; das hat am meisten Leben gerettet! Später wurde es durch die medikamentöse Kardioplegie ersetzt.

### Korrektur fehlerhafter Einmündung der Lungenvenen in den linken Vorhof
Zwei Jahre später (1956) nahm er die erste totale Korrektur einer angeborenen Fehlanlage der Einmündung der Lungenvenen in den linken Vorhof und 1958 die oben erwähnte erste Totalkorrektur einer kompletten Transposition der großen Gefäße vor.
Weltweit erste Operation an den Koronarien nach der Strip-Graft-Technik
Seit 1955, also lange vor der ersten Bypass-Operation durch René Favaloro im Jahr 1968 in Cleveland, befasste sich Senning experimentell und später auch klinisch mit der Koronarchirurgie. 1958 führte er mit Erfolg weltweit die erste Operation an den Koronarien nach der Strip-Graft-Technik durch, d. h. die erste Endarterektomie der Koronararterien, welche mit einem Vena Saphena Graft vervollständigt wurde. Noch im selben Jahr setzte er zum ersten Mal einen implantierbaren Herzschrittmacher ein, ein Schritt, der später Millionen von Menschen das Leben retten sollte.

### Korrektur eines Vorhof-Septumdefekts
1959 verschloss er einen Vorhof-Septumdefekt.

### Operationstechnik Links-Herzbypasses
1963 folgte die erste erfolgreiche Anwendung eines Links-Herzbypasses, der erste Schritt für das heute so verbreitete LVAD (left ventricular assist device), das künstliche Linksherz.

### Entwicklung eines Aortenklappenersatzes
Zusammen mit Donald N. Ross in London, öffnete Senning auch den Weg für die antikoagulationsfreie Nachbehandlung von Herzklappenpatienten. Unabhängig und ohne Kenntnis von D. Ross’ Autotransplantation der Pulmonalklappe entwickelte er zwei Monate nach Ross im Oktober 1962 die Technik des Aortenklappenersatzes durch freie Autotransplantate der Fascia lata. Zusammen mit Martin Rothlin konnte er dann, in 1971, über 141 Fälle berichten, die er mit dieser Operationsmethode die Aortenklappe korrigiert hatte, sowie über 100 Fälle einer Mitralklappen-Rekonstruktion. Auch hier handelte es sich um eine seiner frühen Zürcher Leistungen, die in der ganzen Welt übernommen wurde.

### Nierentransplantationen
Kaum in der Schweiz angelangt, führte Senning am 17. Dezember 1964 die erste Nierentransplantation in der Schweiz durch und publizierte kurz darauf die erste größere Serie von über 30 Nierentransplantationen mit Leichennieren. Obwohl die Typisierungs- und Organ-Preservierungs-Möglichkeiten sowie die internistische Nachbehandlungstherapie mit der Immunsuppression noch nicht ausreichend entwickelt waren, unterschieden sich seine Resultate der ersten Nierentransplantationen kaum von den heutigen. Erwähnenswert ist hier, dass die erste Nierentransplantations-Serie Sennings die erste war, die weltweit publiziert wurde, und dass sie wegweisend für die nachfolgende Largiadèr-Ära war.

### Herztransplantationen
Am 14. April 1969 führte Senning die erste und kurz darauf die zweite Herztransplantation in der Schweiz durch. Auf weitere Herztransplantationen verzichtete er mit der Aussage, eine Herztransplantation sei nicht ein chirurgisches Problem, sondern ein pharmazeutisches. So wurden regelmäßige Herztransplantationen in Zürich erst zehn Jahre später durchgeführt, als das Cyclosporin, welches den klinischen Durchbruch der Herztransplantation brachte, verfügbar war. Trotzdem erstaunt Sennings bereits perfektionierte chirurgische Technik der Herztransplantation. Christiaan Barnard, der große südafrikanische Herzchirurg, benötigte sieben Stunden für die erste Herztransplantation, Senning dagegen im Jahr 1969 drei für die erste und nur noch zwei Stunden für die zweite. Sennings Schülern wurde hierdurch der Weg für die Einführung der Herztransplantation in die Schweiz geöffnet.

### Korrektur eines Budd-Chiari-Syndroms
Ein Meilenstein war die geniale, 1981 mit Erfolg gekrönte Korrektur eines Budd-Chiari-Syndroms, bei der er die Abfluss-Stenose der Lebervenen durch das rechte Herz operierend beseitigte. Dadurch wurde der Leberchirurgie ein neuer Weg gewiesen. Diese Idee war wiederum so richtungweisend, dass die banale Leberpunktion, eine Routinemethode, heutzutage durch die transvenöse, transatriale Leberbiopsie ersetzt worden ist. Dies bannte das Risiko der intraabdominalen Blutung.

### Ballondilatation
Andreas Grüntzig, der erstmals die heute weit verbreitete koronare Ballondilatation am 16. Dezember 1977 in Zürich durchgeführt hat, benötigte den Beistand Sennings, denn das zarte Kranzgefäß konnte bei der Dilatation zerreißen und der Patient kurz darauf sterben. Diese erste Ballondilatation beim Menschen wurde im Tierexperimentellen Labor der Herzchirurgie vorgenommen, denn dieses verfügte nicht nur über modernere Apparate als die Kardiologie, sondern es konnte dort auch der benachbarte tierexperimentelle Operationsraum kurzfristig für Operationen am offenen Herzen beim Menschen umfunktioniert werden. Åke Senning und Marco Turina standen neben Grüntzig bereit, um im Fall eines Durchreißens der Kranzarterie sofort mit dem bereitstehenden Operationsteam im Tierexperimentellen Labor eingreifen zu können. Andreas Grüntzig hat dies nie vergessen und stets die Bedeutung Senning bei der Entwicklung der Ballondilatation erwähnt. Seine direkten Vorgesetzten hätten es ihm nie erlaubt eine Ballondilatation an den Koronararterien durchzuführen.

### Weitere Entwicklungen
Ähnliche kleine und größere Fortschritte waren auch die Entwicklung der intraarteriellen Gefäßspirale, einem Vorläufer der intraarteriellen Gefäßprothesen, zusammen mit Dierk Maas, die verschiedenen Schrittmacherelektroden zusammen mit Istvan Babotai, die Baby-Herzlungenmaschine zusammen mit Babotai und Marco Turina, der linksseitige Zwerchfellersatz mit gestielten Perikard-Klappen zusammen mit Paul Hahnloser, die Technik der Nierentransplantation zusammen mit Felix Largiadèr und die Beseitigung von Nierenarterienstenosen zusammen mit Georg Mayor und Ernst Zingg. Aber auch Martin Rothlin, Willy Meier, Ruth Gattiker, O. Läpple, Markus Jenny und viele andere Mitarbeiter trugen Ideen bei, die er dann in der Praxis umsetzte. Die kleine Senning Bulldogge-Klemme, der Senning Sauger, die Senning/Babotai Klappe des Siemens Respirators, die zahlreichen Modifikationen der Schrittmacher-Elektroden, die am Schluss zur Babotai Helix Elektrode führten.
Weiter seien hier die Björck’sche Thorakoplastik, die erstmals durch Senning noch in Stockholm durchgeführt wurde und die 1951 erstmals vorgenommene Trichterbrustkorrektur nach Senning-Johansson erwähnt.
Nicht zu vergessen sind die Serien von offenen Herzmassagen in den Vorbereitungsräumen der Operationssäle der Anfangszeiten, die tiefe Hypothermie bei Kleinkindern in einer mit Eis gefüllten Badewanne, die mehr als 120 erfolgreichen Reanimationen seit dem ersten Koronarpatienten, die Eddie Linder in der IPS durchführte. Leistungen, die ohne Sennings Inspiration und Begeisterungsfähigkeit nicht möglich gewesen wären.

### Erste Intensivmedizinstation in Zentraleuropa
Nur wenigen ist bekannt, dass die erste Intensivstation Zentraleuropas am 17. April 1961 in drei Büroräumen der Chirurgischen Klinik A installiert und dass die weltweit erste herzchirurgische Intensivstation, der damalige Herzwachsaal, in einem Achtersaal derselben Klinik eingerichtet wurde. Schon in den ersten neun Monaten seiner Amtszeit (1961) wurden 108 Herzoperationen durchgeführt und in dieser Intensivstation postoperativ behandelt. Zwei Jahre später waren es bereits 264 und in seinem letzten vollen Amtsjahr im Jahr 1984 waren es 937. Auch hiermit schrieb Senning Medizingeschichte.
Sein intensivmedizinisches Konzept unterscheidet sich von jenem der Intensivmediziner und Anästhesiologen. Senning war seiner Zeit weit voraus, denn er forderte und setzte durch, dass jede Disziplin ihre eigene Intensivstation besitzen sollte. Chirurg, Internist, Pädiater und andere Spezialisten sollten gemeinsam mit dem Anästhesisten ihre Patienten weiter betreuen, wie es im Operationssaal der Fall ist. Für Senning war es undenkbar, die Verantwortung für seine Patienten für einige Stunden oder Tage einem Dritten zu übergeben, der bisher den Patienten nicht gesehen hatte. Er behielt selber die Verantwortung für seine Patienten über die ganze Zeit der Hospitalisation. So entstanden in Zürich mehrere Intensivstationen mit getrennten Leitungen, wie die Herzchirurgische-, die Allgemein- und Thoraxchirurgische-, die Medizinische-, die Traumatologische-, die Neurochirurgische-, die Gynaekologisch-Geburtshilfliche-, die Urologische-, die Pädiatrische-, die Neonatologische-Intensivstation und die Intensivstation für Verbrennungspatienten. Ein Konzept, das nicht immer gern als ein viel Besseres für die hochspezialisierten Universitätskliniken oder andere tertiäre Zentren anerkannt wird. Das Senningsche Prinzip hat sich auf die Länge für die tertiären Zentren behauptet. Weltweit sind bereits die Hämatologischen, die Neonatologischen, die Pädiatrischen, die Herzchirurgischen, die Koronaren, die Neurochirurgischen, die Traumatologischen und die Verbrennung Intensivstationen in tertiären Zentren selbstständig.

## Lehre
Senning arbeitete unaufhörlich an seiner eigenen Weiterbildung, und es verging kaum ein Urlaub oder Kongress, bei dem er nicht einem Kollegen über die Schulter blickte. Nach jeder Rückkehr von einer Reise berichtete er darüber und probierte bald das Gesehene aus. Das Eindrücklichste war wie er diese Techniken verbesserte und perfektionierte! Bei der Übermittlung des Wissens lebte der klinische Lehrer Senning vor, wie das Wissen umgesetzt werden muss. Ihm fehlten die vielen Worte, die für den Anfänger wichtig sind, und er hasste das Papier, das viele Assistenten als Anleitung erwarteten. Zahlreich und vorbildlich waren jedoch seine Handlungen, von denen die Fortgeschrittenen extrem profitierten. Hier konnte sich die ganze Macht seiner Persönlichkeit voll entfalten, und die Art seines lehrhaften Operierens ist einer ganzen Generation junger und älterer Chirurgen zum unvergesslichen Erlebnis geworden. Senning übte die Kunst des geborenen Lehrers, nicht durch Zwang zu wirken, sondern zum selbständigen Lernen anzuregen. Hierin lag das Geheimnis seiner Wirkung.
Der ärztliche Beruf erfordert Wissen, Können und Persönlichkeit. Wissen und Können waren für Senning Voraussetzungen für seine Arbeit, aber nicht alleiniger Inhalt seiner Persönlichkeit. Diese trug den Stempel der einzigartigen Individualität, die ihm durch die innere Verschmelzung von Wissen und Können Persönlichkeit verlieh, der sich seine Umwelt nicht entziehen konnte. Seine Schüler wissen, dass ihm in Forschung, Klinik und Lehre die Wahrhaftigkeit oberstes Gesetz war. Viele Anregungen wissenschaftlicher Art, die meist den Beobachtungen am Krankenbett entsprangen, sind von ihm ausgegangen.

## Auszeichnungen
- 1965 Clement Price Thomas Award des Royal College of Surgeons of England
- 1965 Olof af Acrel-Preis der Schwedischen Chirurgengesellschaft
- 1976 Aachener und Münchener Preis für Technik und angewandte Naturwissenschaften
- 1977 René Lériche-Preis der Societé Internationale de Chirurgie
- 1978 Prix Mondial Nessim Habif der Universität Genf
- 1979 Ernst Jung-Preis für Medizin

Der schwedische König ehrte ihn mit dem Königlichen Seraphinenorden (schwedisch Kungliga Serafimerorden) sowie mit dem Königlichen Nordstern-Orden (schwedisch Kungliga Nordstjärneorden).

## Mitgliedschaften
- 1968 Mitglied der Deutschen Akademie der Naturwissenschaften Leopoldina[25]
- 1970 Ehrenmitglied des American College of Surgeons[26]
- 1970 Korrespondierendes Mitglied der Amerikanischen, Chilenischen und Italienischen Chirurgengesellschaften[27][28][29]
- 1971 Korrespondierendes Mitglied International College of Angiology[30]
- 1971 Ehrenmitglied der Britischen und Irischen Gesellschaft für Thorax, Herz und Gefäß-Chirurgie[31]
- 1974 Ehrenmitglied des Rinnovamento Medico in Rom[32]
- 1974 Ehrenmitglied der Panhellenischen Chirurgengesellschaft in Athen[33]
- 1975 Ehrenmitglied des Royal College of Edinburgh[34]
- 1976 Ehrenmitglied des Royal College of Surgeons of England[35]
- 1976 Ehrenmitglied der Polnischen Chirurgengesellschaft[36]
- 1979 Ehrenmitglied American Surgical Association
- 1979 Ehrenmitglied Royal Society of Medicine of England
- 1981 Ehrenmitglied der Ägyptischen Gesellschaft für Kardiologie[37]
- 1982 Ehrenmitglied der European Cardiovascular Society[38]
- 1984 Ehrenmitglied der Deutschen Gesellschaft für Chirurgie[39]
- 1985 Ehrenmitglied Deutsche Gesellschaft für Thorax-, Herz- und Gefässchirurgie
- 1986 Ehrenmitglied American Association of Thoracic Surgery
- 1986 Ehrenmitglied der Schweizerischen Gesellschaft für Kardiologie
- 1986 Ehrenmitglied Scandinavian Thoracic Society
- 1988 Ehrenmitglied Academy of Surgical Research
- 1990 Ehrenmitglied Society of Thoracic Surgeons
- 1993 Ehrenmitglied International Society of Rotary Blood Pumps (ISRP)

## Veröffentlichungen (Auszug)
- mit L. Johansson: Correction of a funnel chest. 1951.
- Thoracoplastic. 1951.
- Ventricular fibrillation during extracorporeal circulation used as a method to prevent air-embolisms and to facilitate intracardiac operations. In: Acta Chir Scand. Band 171, 1952, Supplement, S. 1–79.
- Ventricular fibrillation used as a method to facilitate intracardiac operations. In: Acta Chir Scand. Band 172, 1952, Supplement.
- Extracorporeal circulation combined with hypothermia. In: Acta Chir. Scand. Band 107, 1954, S. 516–524.
- A modification of the technique for closure of atrial septal defects. In: Acta chir. scand. Band 109, 1955, S. 299.
- mit C. Crafoord und B. Norberg: Clinical studies in extracorporeal circulation with a heart-lung machine. In: Acta chir. Scand. Band 112, 1957, S. 220–245.
- mit C. Crafoord: Operationen am offenen Herzen mit Herz-Lungen Maschine. In: Langenbecks Archiv für Klinische Chirurgie. Band 289, 1958, S. 257–266.
- Complete correction of total anomalous pulmonary venous return. In: Annals of Surgery. Band 148, 1958, S. 99–103.
- Total correction of transposition of the great arteries. Opuscula medica, 1958.
- Operativ behandling av angina pectoris; kirurgiska synpunkter. (Surgical treatment of angina pectoris; surgical aspects). In: Nord Med. Band 60, 1958, S. 1455–1459.
- Surgical correction of transposition of the great vessels. In: Surgery. Band 45, 1959, S. 966–980.
- Experimental studies on surgery of the coronary arteries, strip graft technique (1955). In: Acta Chir. Scand. Band 118, 1959, S. 81–85.
- mit R. Elmquist: Construction and implantation of a pacemaker (8.10.1958). Second International Conference of Medical Electronics, 1959.
- Surgical correction of transposition of the great vessels. In: Surgery. Band 45, 1959, Nr. 6, S. 966–980.
- mit R. Elmqvist: Implantable pacemaker for the heart. In: Proceedings of the Second International Conference on Medical Electronics, Paris, France, June 24–27, 1959. Iliffe & Son, London 1960.
- mit Elmquist: Implantable pacemaker for the heart. In: C. N. Smyth (Hrsg.): Medical Electronics. Charles C. Thomas, Springfield (Illinois) 1960, S. 250.
- Strip grafting in coronary arteries. In: Journal of Thoracic and Cardiovascular Surgery. Band 41, 1961, S. 542–549.
- The Senning-Crafoord heart-lung machine. In: P. P. Galletti, G. A. Brecher: Heart-Lung Bypass. Grune & Stratton, New York/ Londin 1962.
- Left ventricular bypass (1953 ??). In: Annals of Surgery. Band 156, 1963, S. 263 ff.
- Fascia lata replacement of aortic valves. In: Journal of Cardiovascular Surgery. Band 54, 1967, S. 465–470.
- Current status of clinical heart transplantation. In: Langenbecks Arch Chir. Band 329, 1971, S. 799–805.
- Coronararterienchirurgie. Palliative und direkte Verfahren. In: Chir. Band 42, 1971, S. 213 ff.
- mit S. Geroulanos und P. Hahnloser: Funnel chest correction: indication, surgical procedure and results of a simplified and modified method. In: Helv. Chir. Acta. Band 41, 1974, S. 101–108.
- Transcaval posterocranial resection of the liver as treatment of the Budd-Chiari Syndrome. In: World J. Surg. Band 7, 1983, S. 632–640.
- mit F. Largiadèr, E. Linder und W. Scheitlin: Homologous cadaver kidneys 1-3 years after transplantation. In: Langenbecks Arch Chir. Band 322, 1968, S. 528–532.
- Current status of clinical heart transplantation. In: Langenbecks Arch Chir. Band 329, S. 799–805.
- mit M. Turina, I. Babotai und R. Gattiker: A heart-lung machine for newborn infants and infants. In: Thoraxchir. Vasc. Chir. Band 21, 1973, S. 57–67.
- als Hrsg. mit Hans Georg Borst und Werner Klinner: Die Eingriffe am Herzen und an den herznahen Gefäßen. Springer-Verlag, Berlin/ Heidelberg/ New York 1978 (= Allgemeine und spezielle chirurgische Operationslehre. Band 6, Teil 2), ISBN 3-540-08267-0.
- Transcaval posterocranial resection of the liver as treatment of the Budd-Chiari Syndrome. In: World J. Surg. Band 7, 1983, S. 632–640.
- mit B. Larsson, H. Elmqvist, L. Ryden und H. Schuller: Lessons from the first patient with an implanted pacemaker: 1958–2001. In: Pacing Clin Electrophysiol. Band 26, 2003, Teil 1, S. 114–124.

## Nachrufe
- D. A. Cooley: In memoriam. Tribute to Ake Senning, pioneering cardiovascular surgeon. In: Tex Heart Inst J. Band 27, Nr. 3, 2000, S. 234–235.
- S. Geroulanos: Åke Senning Nachruf. In: Neue Zürcher Zeitung. 24. Juli 2000.
- S. Geroulanos: Åke Senning in memoriam. In: Intern. J. Artific. Organs. Band 24, Nr. 2, 2001, S. 57–62.
- M. Turina: Åke Senning (1915–2000). In: Cardiol Young. Band 11, 2000, S. 247.
- F. Largiader: Professor Åke Senning. 1915–2000. In: Schweizerische Arztezeitung. Band 81, Nr. 36, 2000, S. 2030–2031.
- C. Brunckhorst, R. Candinas, S. Furman: Åke Senning 1915–2000. In: Journal of Pacing & Clinical Electrophysiology. Band 23, Nr. 11, 2000, S. 1710.